# Salomon Gessner

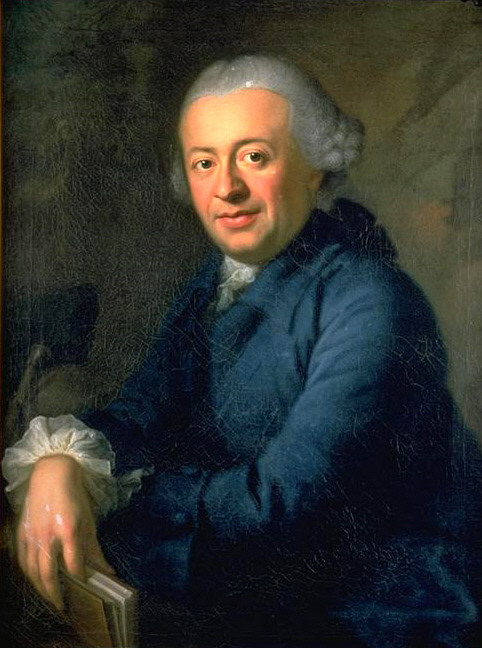
Salomon Gessner, Autorretrato

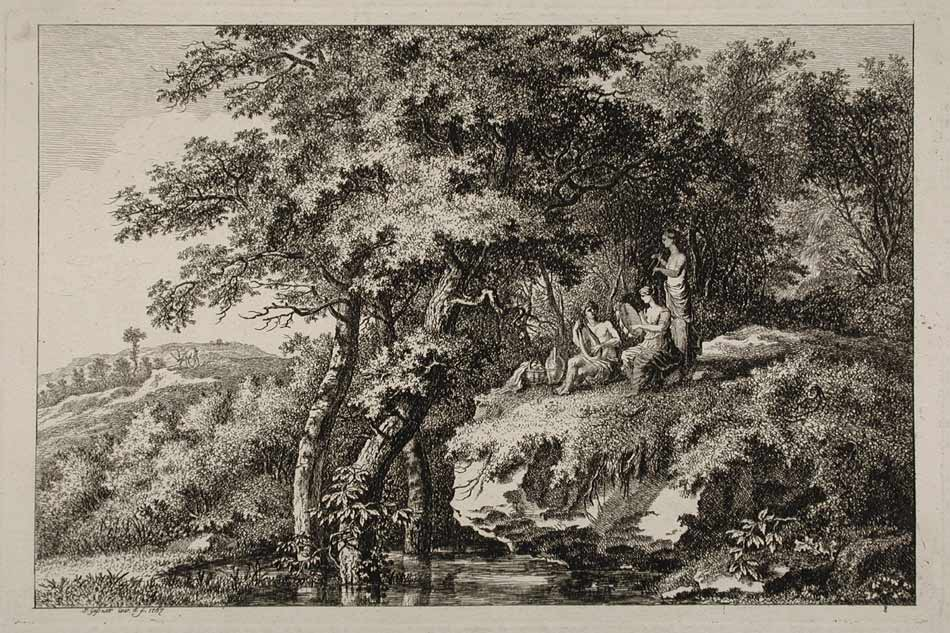
Escena bucólica grabada por dibujo de Gessner en 1767

Salomon Gessner (Zúrich, 1 de abril de 1730-íd., 2 de marzo de 1788), poeta, pintor, grabador, periodista y editor suizo de expresión alemana, conocido en su época por su poesía pastoril como un nuevo Teócrito.

## Biografía
Hijo del tipógrafo y editor suizo Hans Conrad Gessner y de Ester Hirzel, en 1746 fue enviado por el padre a Berg am Irchel, donde le sedujo la belleza del entorno natural hasta el punto de que empezó a interesarse por la pintura de paisajes. Tras un periodo de aprendiz como mozo de librería en Berlín, donde permaneció entre 1749 y 1750, y tras una breve estancia en Hamburgo, volvió y, con ayuda de su padre, abrió una casa editora o editorial en Zúrich, donde fue además redactor del periódico que imprimía también su padre, Montags-Zeitung ("Gaceta de los lunes") y, desde 1758, estuvo entre los directores de la Biblioteca de la ciudad.
Empezó a cultivar la poesía en 1751 y ya era un paisajista reputado en 1753. Entonces concibió la idea de escribir una novela pastoril inspirada en la traducción renacentista de Jacques Amyot de la novela griega de Longo Dafnis y Cloe, y publicó su Daphnis en 1754. Entretanto había empezado a redactar poesía bucólica y prosas poéticas al tiempo que dibujaba paisajes para acompañarlos; ambas producciones fueron publicadas en 1756 en Zúrich en su libro Idyllen ("Idilios"), con el que alcanzó una gran fama; una edición posterior de 1772 comprendía ya 52 de estas piezas en la que es considerada la edición más completa de su obra maestra; entre ambas ediciones había publicado además, en 1758, una prosa lírica, La muerte de Abel, donde expresa su desencanto por el avance de la modernidad en la tradición pastoril, y en 1762 una colección de sus poemas en cuatro volúmenes. En 1801 se imprimió póstuma, en Berna y Zúrich, su correspondencia o epistolario familiar.
Con tales escritos se convirtió en famoso en toda Europa, donde el género del idilio (que Gessner retomó directamente del poeta griego Teócrito) seguía una tradición posterior esencialmente virgiliana, de forma que renovó el gusto arcádico dominante, aunque empalaga al gusto moderno su fuerte sentimentalismo, la extrema honestidad y compostura de sus sencillos personajes y el monotonal ambiente dulzarrón, paradisíaco y feliz que les envuelve sin excepción; no obstante, sus obras fueron traducidas a las lenguas europeas más difundidas y merecieron los elogios de grandes escritores como Lessing, Herder y Goethe, por las razones ya expuestas. En Francia fue muy divulgada y famosa la traducción que realizó Turgot.
Desde 1761 fue socio de la Editorial Orell, Gessner & Compañía, trasformada en Orell, Gessner, Füssli & Compañía en 1770, la más importante editorial suiza de su época. Además llegó a ser socio y director artístico de la manufactura de porcelana de Kilchberg en 1763, y desde 1768 a 1777 fue oficial de la justicia en Erlenbach y luego en Vier Wachten y en Wipkingen; en 1772 fue patrono adjunto de la Escuela de Bellas Artes de Zúrich. En 1780 fundó el Zürcher Zeitung ("Diario de Zúrich") y al año siguiente se convirtió en administrador del Bosque del río Sihl o Sihlwald.
Como pintor, Gessner, además de producir aguafuertes e ilustraciones tanto de sus propias obras como de las ajenas publicadas en su editorial, pintó un centenar de paisajes pastoriles.
En España tuvo algunos seguidores dieciochescos, como los poetas María Rosa Gálvez de Cabrera y José Iglesias de la Casa y el escritor Cándido María Trigueros, quien le dedicó un estudio crítico. El primer navegante, poema en dos cantos, fue traducido en 1796, y La muerte de Abel o El fratricidio fue vertido al español por Pedro Lejeusne y mereció una segunda edición en Madrid, 1803.

## Obras
- Dafnis (1754), novela pastoril.
- Idilios, 1756 (primera edición, 1772, última).
- La muerte de Abel, 1758.
- Correspondencia con su hijo, 1801.